# Aleksandr Stoletov

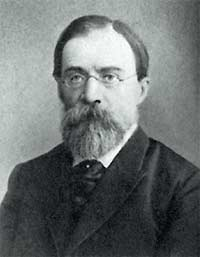
Alexander Stoletov

Aleksandr Grigorjevitj Stoletov, ryska Александр Григорьевич Столетов, född 10 augusti 1839 i Vladimir, död 27 maj 1896 i Moskva, var en rysk fysiker.
Stoletov studerade mellan 1856 och 1860 i Moskva och mellan 1862 och 1865 i Tyskland. 1882 blev han professor i fysik i Moskva och emeritus 1891. 
Stoletov skrev flera arbeten inom akustiken och värmeläran. Han blev särskilt känd för sina aktinoelektriska undersökningar. Han skrev vidare en del monografier, läroböcker och populära arbeten på ryska.